# NGC 3885
NGC 3885 é uma galáxia espiral barrada (SB0-a) localizada na direcção da constelação de Hydra. Possui uma declinação de -27° 55' 20" e uma ascensão recta de 11 horas, 46 minutos e 46,5 segundos.
A galáxia NGC 3885 foi descoberta em 10 de Março de 1790 por William Herschel.